# غودفري فيليب
غودفري فيليب (بالإنجليزية: Godfrey Philipp)‏ هو منتج تلفزيوني أسترالي وبريطاني، ولد في 1937 في إنجلترا في المملكة المتحدة، وتوفي في 21 أبريل 2011 في ملبورن في أستراليا.

## وصلات خارجية
- غودفري فيليب على موقع IMDb (الإنجليزية)